# Walter Brandner (Politiker)
Walter Brandner (* 22. Juli 1920 in Schönbach, Tschechoslowakei; † 11. November 1998 in Andechs) war ein deutscher Politiker (NPD).
Brandner besuchte die Volksschule in Schönbach und in Oberplan im Böhmerwald, später die Unterrealschule in Bergreichenstein und Eger und das Humanistische Gymnasium in Duppau bei Karlsbad. Im Zweiten Weltkrieg wurde er in der Ärzte-Akademie in Graz und als Soldat in den Niederlanden, Frankreich, Jugoslawien, Russland, Ungarn und Italien eingesetzt. Er besuchte die Kriegsschule, wurde danach zum Leutnant befördert und war zuletzt Oberleutnant der Panzertruppe. Nach einer zweijährigen Kriegsgefangenschaft in Italien arbeitete er dort als Exportkaufmann und wissenschaftlicher Mitarbeiter für einige pharmazeutische Unternehmen, 1955 kehrte er nach Deutschland zurück, wo er wissenschaftlicher Mitarbeiter eines pharmazeutischen Großunternehmens war.
Brandner trat der NPD im Januar 1965 bei. Zuvor hatte er keinerlei Parteimitgliedschaft inne. 1966 wurde er in den Bayerischen Landtag gewählt. Am 1. Mai 1967 verließ er jedoch die Fraktion, ihm folgten im Laufe der Wahlperiode Benno Herrmannsdörfer und Hermann Simm. Bis 1970 war Brandner fraktionsloser Landtagsabgeordneter.